# Protodiaspis syncarpiae
Protodiaspis syncarpiae är en insektsart som först beskrevs av William Miles Maskell 1893.  Protodiaspis syncarpiae ingår i släktet Protodiaspis och familjen pansarsköldlöss. Inga underarter finns listade i Catalogue of Life.